# Duilia Maenia
La lex Dulia Maenia va ser una llei romana proposada pel tribú de la plebs Marc Duili i el seu col·lega Luci Meni, quan eren cònsols Gai Marci Rutil i Gneu Manli Capitolí Imperiós l'any 396 de la fundació de Roma (357 aC). Prohibia sota condemna de pena capital convocar al poble romà en assemblea a una distància fixada de la ciutat on els soldats podien imposar les lleis.